# Bernard Alliot
Bernard Alliot (Bretanha, Châteaubriant, 1936 - Paris, 1998) foi um escritor francês nascido na Bretanha. 

## Biografia
Inicialmente aprendiz nos estaleiros de Saint-Nazaire, foi depois operário até à sua entrada no serviço militar em 1958 na Argélia. Após o serviço militar teve várias profissões. Jornalista autodidata, escreveu um romance sobre a Guerra da Argélia que nunca foi publicado.
Entra para o jornal Le Monde em 1966 e depois para o Monde des Livres (1977-1985).
O seu romance Eaux troubles teve uma adaptação para o cinema em 1989 num filme de Alain Bonnot com a interpretação de Christine Dejoux e Claude Brasseur.